# Добринка (Фроловский район)
Добринка, также Добринский и Нижне-Добринский  — исчезнувший немецкий хутор на территории Фроловского района Волгоградской области.

## География

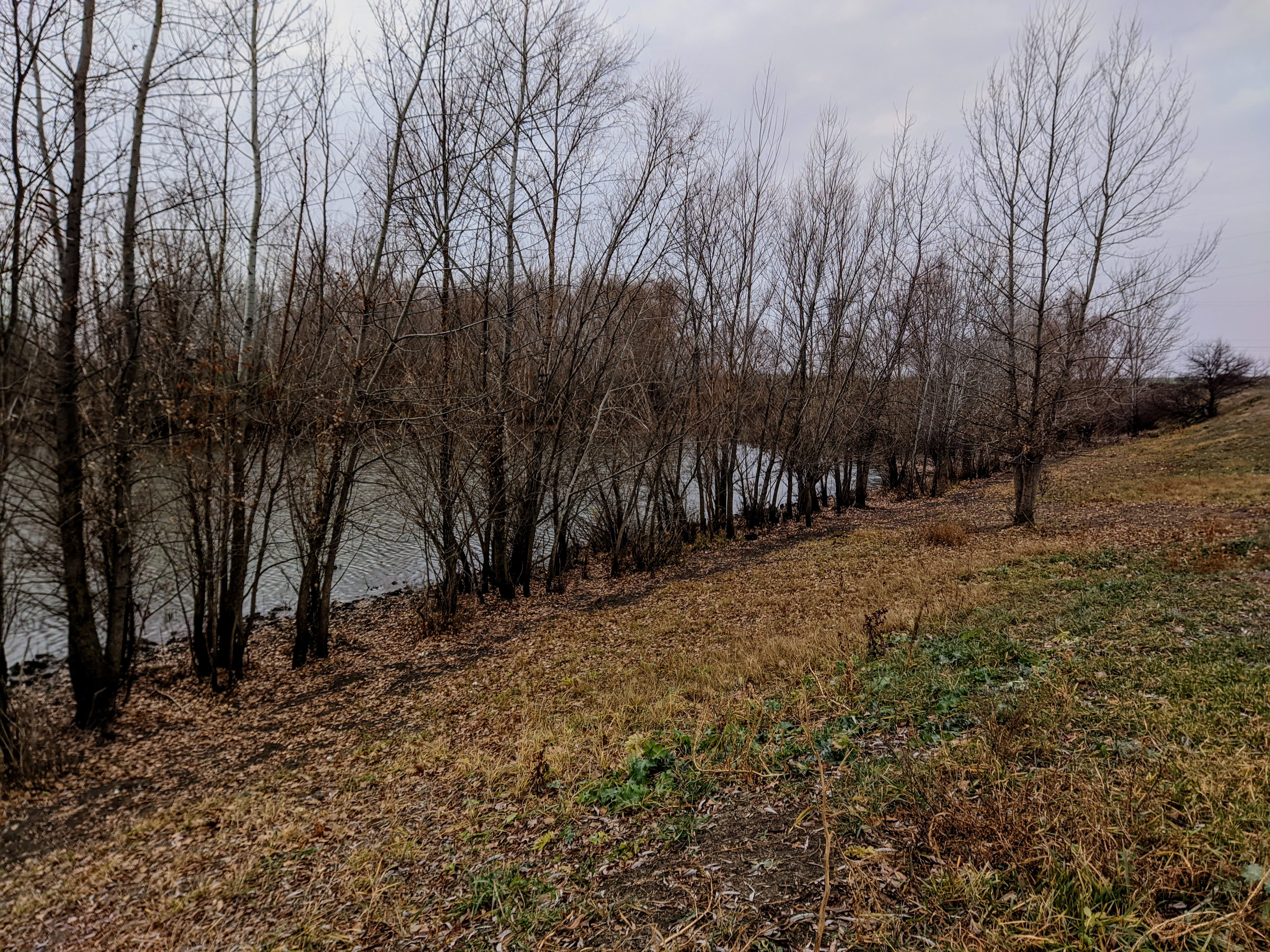
Добринка расположена в излучине Арчеды. На фото запечатлён берег реки в районе исчезнувшего хутора.

Хутор располагался на беругу реки Арчеды в 38 километрах от районного центра Фролово, в 15 километрах от посёлка Образцы и в 3 верстах (около 3,2 километра) от хутора Арчедино-Чернушенский.

## История

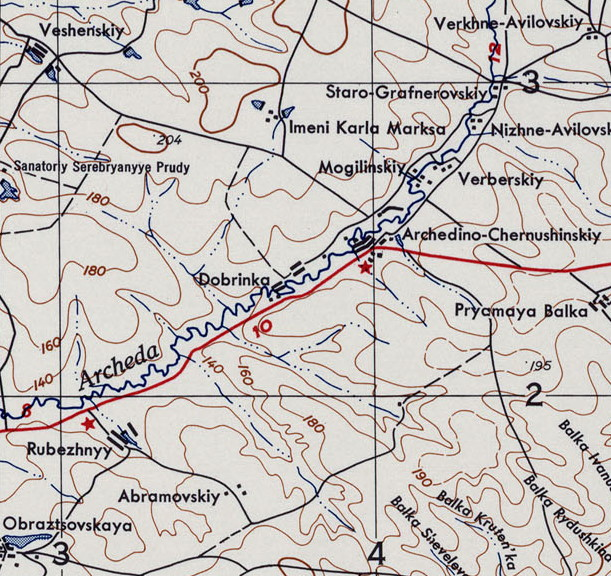
Добринка на карте Картографической военной службы США 1953 года, составленной на основании Советских военных карт 1937—1942 годов.

До революции хутор входил в состав Арчадино-Чернушенской волости Усть-Медведицкого округа Области Войска Донского. Не упоминается среди населённых пунктов за 1873 год и в результатах переписи 1897 года. По состоянию на 1915 год хутор находился на войсковой земле Усть-Медведицкого округа. В церковном плане относился к Глазуновскому благочинию Донской епархии. В пользовании хутора находилось 200 десятин земли.
С созданием Нижневолжского края 21 мая 1928 года был образован и Фроловский район в составе Сталинградского округа. Во Фроловский район вошли в том числе хутора Нижнедобринский и Верхнедобринский Арчадино-Чернушенской волости.
В 1928 году в хуторе работала школа. В 1929 году был образован колхоз имени Розы Люксембург.
30 июля 1930 Сталинградский округ, как и большинство остальных округов СССР, был упразднён. Его районы отошли в прямое подчинение Нижне-Волжского края.
В 1934 году в составе Фроловского района уже находился Добринский сельсовет. На 1 января 1936 года Добринка входила в состав Добринского сельсовета Фроловского района и являлась его административным центром. На хуторе работала начальная школа.
5 декабря 1936 года Сталинградский край был преобразован в Сталинградскую область, в состав которой вошёл и Фроловский район.
В 1945 году хутор Добринка ещё входил в Добринский сельсовет. 29 июня 1949 года посёлки посёлок Добринка Рубёженского сельсовета переведён в подчинение Арчедино-Чернушенского сельсовета.
В 1964 году в Добринку были переселены жители хутора четвёртого отделения, а последний был исключён из учётных данных как фактически не существующий.
В 1968 году хутор Добринский ещё числился в списках населённых пунктов области, но после этого больше не упоминается.

## Население
По состоянию на 1915 год в 10 дворах проживало 44 человека.
По переписи населения на 17 декабря 1926 года в хуторе проживало 120 человек. В 1930 году — 132 человека, все — немцы.
На 1 января 1936 года в хуторе имелось 57 хозяйств, проживало 267 человек, преобладающая национальность — немцы.

## Комментарии
1. ↑  Войсковая земля — форма коллективной казачьей собственности на землю. Станичные земли делились на войсковые и не войсковые. Войсковые принадлежали войску, станичным обществам, охотникам-переселенцам, зачисленным в казаки, офицерам и чиновникам войска[8].
2. ↑  Переселение и последующая ликвидация производилась во исполнение указа Президиума Верховного Совета РСФСР от 28 мая 1962 года «Об упорядочении регистрации, именования и учёта населённых пунктов РСФСР»[21].